# Сатер, Мартин
Ма́ртин Са́тер (англ. Martin Sather; род. 23 августа 1983, Фэрбанкс, Аляска) — американский кёрлингист и джазовый музыкант (тенор-саксофонист).
В составе команды США участник чемпионата мира среди мужчин 2012. Чемпион США среди мужчин (2012).
Играет на позиции второго.

## Достижения
- Чемпионат США по кёрлингу среди мужчин: золото (2012).
- Американский олимпийский отбор по кёрлингу: бронза (2013).
- Континентальный Кубок по кёрлингу (в составе команды Северной Америки): золото (2013).
- Чемпионат США по кёрлингу среди юниоров: золото (2002).

## Команды
| Сезон   | Четвёртый     | Третий       | Второй        | Первый               | Запасной                                         | Турниры                         |
| ------- | ------------- | ------------ | ------------- | -------------------- | ------------------------------------------------ | ------------------------------- |
| 2001—02 | Leo Johnson   | Колин Хафман | Мартин Сатер  | Christopher Benshoof | Стивен Бирклид тренеры: Bill Gryder Dennis Thies | ЧСШАЮ 2002 · ЧМЮ 2002 (9 место) |
| 2009—10 | Мэтт Хэймс    | Билл Стопера | Мартин Сатер  | Дин Геммелл          |                                                  | ЧСШАМ 2010 (4 место)            |
| 2010—11 | Хит Маккормик | Билл Стопера | Мартин Сатер  | Дин Геммелл          |                                                  | ЧСШАМ 2011 (4 место)            |
| 2011—12 | Хит Маккормик | Билл Стопера | Мартин Сатер  | Дин Геммелл          | Крейг Браун (ЧМ) тренер: Мэтт Хэймс (ЧМ)         | ЧСШАМ 2012 · ЧМ 2012 (8 место)  |
| 2012—13 | Хит Маккормик | Билл Стопера | Мартин Сатер  | Дин Геммелл          |                                                  | ККК 2013 · ЧСШАМ 2013 (4 место) |
| 2013—14 | Хит Маккормик | Билл Стопера | Дин Геммелл   | Мартин Сатер         |                                                  | АООК 2013                       |
| 2013—14 | Тайлер Джордж | Билл Стопера | Дин Геммелл   | Мартин Сатер         |                                                  | ЧСШАМ 2014 (6 место)            |
| 2014—15 | Дин Геммелл   | Билл Стопера | Кельвин Вебер | Мартин Сатер         |                                                  |                                 |
| 2014—15 | Дин Геммелл   | Билл Стопера | Мартин Сатер  | Mark Lazar           |                                                  | ЧСШАМ 2015 (5 место)            |
| 2015—16 | Alex Leichter | Мартин Сатер | Nate Clark    | Ryan Halissey        |                                                  | ЧСШАМ 2016 (9 место)            |
| 2016—17 | Alex Leichter | Мартин Сатер | Nate Clark    | Ryan Halissey        | Chris Bond                                       | ЧСШАМ 2017 (7 место)            |
| 2017—18 | Alex Leichter | Мартин Сатер | Chris Bond    | Jared Wydysh         |                                                  | ЧСШАМ 2018 (8 место)            |

(скипы выделены полужирным шрифтом)

## Частная жизнь
Окончил Университет Западного Коннектикута. Работает агентом по продаже недвижимости.
Начал заниматься кёрлингом в 1992, в возрасте 9 лет.